# Slovaci u Hrvatskoj
Slovaci u Hrvatskoj (slovački: Slovenská menšina v Chorvátsku) su jedna od 22 priznate nacionalne manjine u Hrvatskoj.

## Povijest
Slovaci su na područje Republike Hrvatske doselili još u 19. stoljeću, manji broj u 20. Pretežno su naseljavali Slavoniju i Baranju, no slovačka naselja nalazimo i u ostalim predjelima Hrvatske, primjerice u Rijeci, a u mnogim naseljima živi samo po nekoliko slovačkih obitelji. Svi ovi Slovaci nastanjeni u našoj zemlji čine slovačku dijasporu. Ovi Slovaci potječu iz pretežno planinskih predjela sjeverne Slovačke koji su bili prenapučeni i ekonomski zaostali. Siromaštvo, nezaposlenost, glad – sve su to čimbenici koji su ih protjerali na raseljeni jug, naime, plodne ravnice bile su opustošene nakon provala Turaka. Ti su teritoriji bili u vlasništvu feudalaca koji su ih dobili kao nagradu za pobjedu nad Turcima. Bili su obrasli šumom, raseljeno stanovništvo poslužilo je kao idealna radna snaga za njihovo krčenje i konačno iskorištavanje plodnog tla. Tako su Slovaci prvo dospjeli u južnu Ugarsku, zatim u Vojvodinu, a tek onda u Slavoniju. Migracije su bile olakšane, s time jer svi navedeni prostori doseljavanja tada pripadali zajedničkoj Austro-Ugarskoj monarhiji.
U Iloku je za Domovinskog rata živjelo oko 1000 Slovaka, a kad su velikosrbi okupirali taj grad, ondje je ostalo 500 Slovaka. Kad je područje vraćeno pod hrvatsku vlast, gledalo ih se kao izdajice. No ti Slovaci nisu bili omiljeni ni kod Srba te su dosta propatili. Primjer je da nisu dobivali niti socijalu, a na to su dobivali izjave "neka vam slovačka država pomogne".
Gospodarski krah iločke tvornice tekstila i ciglane nakon rata jednako je pogodio sve, i Hrvate i Slovake, o primanju na radno mjesto ne odlučuje nacionalnost te su po tom pitanju ravnopravno tretirani.
Ipak najveća koncentracija Slovaka se nalazi u Našicama i prigradskim naseljima Jelisavcu i Markovcu. Dolaze u najvećem broju krajem 1870-ih na poziv grofa Pejačevića za potrebe krčenja šuma i pretvaranje u plodne oranice. Uz razvijanje sela grade crkve, društvene domove, osnivaju Kud-ove, nogometne klubove i dr. Slovaci tog kraja se u početku Domovinskog rata priključuju obrani Hrvatske kroz policiju i Hrvatsku vojsku i to 132. brigada HV Našice, nekoliko dragovoljaca je branilo Vukovar.Slično je bilo i s pripadnicima slovačke manjine u đakovačkom kraju (Josipovac Punitovački i Jurjevac Punitovački) za vrijeme rata.
Danas su Slovaci nacionalna manjina koja je u potpunosti integrirana u hrvatsko društvo.

## Naselja
Najveća slovačka naselja u Slavoniji su Josipovac Punitovački i Jurjevac Punitovački kraj Đakova; Jelisavac, Markovac i Ledenik kraj Našica; Miljevci kraj Slatine; Antunovac kraj Pakraca i Lipovljani kraj Novske. Osim toga postoji još nekoliko posve malih slovačkih naselja, kao što su: Zokov Gaj kraj Orahovice i Kneževac kraj Požege. Konačno, Slovaci žive i u oko 30 drugih naselja i gradova u Hrvatskoj (Soljani, Ilok, Radoš, Međurić, Rijeka, Zagreb, Osijek). Prema popisu stanovništva iz 2011. Slovaka je u Hrvatskoj tek 4 600, no potomaka Slovaka koji su se izjasnili kao Hrvati ima više, procjenjuje se oko 10 000. Oni se većinom dobro služe slovačkim jezikom ili ga barem razumiju, a njihova svijest o slovačkom podrijetlu nije potpuno nestala. Prema službenoj statistici broj Slovaka u Hrvatskoj opada. Razlozi su uobičajena asimilacija, ali i nestajanjem one nacionalne svijesti koju je donijela prva generacija. Najvećim 'krivcem' za ovo stanje zapravo bismo mogli nazvati nedostatak kulturnih i obrazovnih ustanova koje bi slovačku baštinu sačuvale. Prije su postojale posebne slovačke škole (u Lipovljanima, Jelisavcu, Markovcu…) koje danas više ne djeluju. No, ni sami Slovaci ne traže te škole, nego žele ići u hrvatske škole u kojima bi se slovački učio fakultativno. Tako je to u školama u Iloku, Jelisavcu i Josipovcu.
Najveći broj Slovaka živi danas u;
Našice: 1078 (6.64% od ukupnog broja stanovnika), Ilok: 935 (13,82%), Punitovci 666 (36,70%).

## Kultura
Ipak, možemo reći da se situacija mijenja. Javlja se sve veća tendencija za učenjem mladih generacija Slovaka o njihovom podrijetlu i kulturi njihovih predaka. Danas se slovački jezik uči fakultativno u Jelisavcu, Markovcu, Našicama, Josipovcu, Jurjevcu, Iloku, Lipovljanima, Radošu i Soljanima. Kulturno-umjetnička društva djeluju upravo u tim mjestima, s programima folklornih, glazbenih i kazališnih skupina. Godine 1992. osnovan je Savez Slovaka, koji djeluje preko ukupno 15 matica, a pokrenut je časopis Prameň. 1998. godine javlja se još jedno sredstvo očuvanja korijena nacionalnih manjina – Središnja knjižnica Slovaka u Republici Hrvatskoj (Ústredna knižnica Slovákov v Chorvátskej republike) u Našicama, koja djeluje pri Hrvatskoj narodnoj knjižnici i čitaonici.
U Jelisavcu djeluje Slovačko kulturno umjetničko društvo "Ivan Brnjik- Slovak", u Markovcu Našičkom Slovačko kulturno umjetnička udruga "Franjo Strapač", a dok u Iloku u sklopu Matice Slovačke radi Slovačko kulturno umjetničko društvo "Ljudevit Štur". U Josipovcu Punitovačkom radi Slovačko kulturno umjetničko društvo "Braće Banas".

## Ostalo
Na Radiju Našice emitira se tjedna emisija na slovačkom jeziku - "Kvapka slovenskeho života", na Radio Iloku tjedna emisija - "Vysielanie v slovenskej reči" i na Radio Đakovo tjedna emisija - "Zvečera je naša piesen". 

## Poznati Slovaci i osobe slovačkog podrijetla u Hrvatskoj
- Juraj Haulik - kardinal, stožernik i zagrebački nadbiskup
- Pavle Jurina - rukometaš, osvajač zlatne olimpijske medalje 1984.
- Adam Muchtin - svećenik, slikar, prevoditelj
- Emil Perška - nogometaš, novinar, karikaturist i povjesničar športa.
- August Šenoa (po majci) - pisac
- Bogoslav Šulek, - leksikograf
- Vera Zima (po ocu) - glumica

## Vanjske poveznice
Mrežna mjesta
- Savez Slovaka u Republici Hrvatskoj
- Središnja knjižnica Slovaka u RH  Arhivirana inačica izvorne stranice od 17. listopada 2010. (Wayback Machine) - djeluje pri Hrvatskoj narodnoj knjižnici i čitaonici Našice
- Matica slovačka Lipovljani
- Gržiničová, Miroslava: Slováci v Rijeke a Prímorsko-goranskom kraji (Slovaci u Rijeci i Primorsko-goranskoj županiji) Slovenský svetový kalendar, 3. lipnja 2017.